# Anathallis rubrolimbata
Anathallis rubrolimbata är en orkidéart som först beskrevs av Frederico Carlos Hoehne, och fick sitt nu gällande namn av Carlyle August Luer och Antonio Luiz Vieira Toscano. Anathallis rubrolimbata ingår i släktet Anathallis och familjen orkidéer. Inga underarter finns listade i Catalogue of Life.